# Situlaspis yuccae
Situlaspis yuccae är en insektsart som först beskrevs av Cockerell 1896.  Situlaspis yuccae ingår i släktet Situlaspis och familjen pansarsköldlöss. Inga underarter finns listade i Catalogue of Life.